# Csanálosnagyerdő
Csanálosnagyerdő (Urziceni-Pădure), település Romániában, a Partiumban, Szatmár megyében.

## Fekvése
Csanálostól nyugatra, a magyar–román határ és a Fényi erdő mellett fekvő település.

## Története
Csanálosnagyerdő az 1950-es évekig Csanálos része volt, ekkor vált ki belőle Csanáloserdő (Nagyerdő), Csanálosnagyerdő, Urziceni-Pădure.